# Quebracho (Cerro Largo)
Quebracho ist eine Ortschaft in Uruguay.

## Geographie
Quebracho befindet sich auf dem Gebiet des Departamento Cerro Largo in dessen Sektor 8. Der Ort liegt nordwestlich von Cerro de las Cuentas und südwestlich von Tres Islas.

## Einwohner
Quebracho hatte bei der Volkszählung im Jahre 2011 70 Einwohner, davon 38 männliche und 32 weibliche. Bei den vorhergehenden Volkszählungen von 1963 bis 2004 wurden für den Ort keine statistischen Daten erfasst.
| Jahr | Einwohner |
| ---- | --------- |
| 1963 | -         |
| 1975 | -         |
| 1985 | -         |
| 1996 | -         |
| 2004 | -         |
| 2011 | 70        |

Quelle: Instituto Nacional de Estadística de Uruguay